# Igor Kravtsov
Igor Aleksandrovitj Kravtsov (på russisk: Игорь Александрович Кравцов) (født 21. december 1973 i Magnitogorsk, Sovjetunionen) er en russisk tidligere roer og olympisk guldvinder.
Kravtsov var en del af den russiske dobbeltfirer, der vandt guld ved OL 2004 i Athen, efter en finale hvor Tjekkiet fik sølv mens Ukraine tog bronzemedaljerne. Bådens øvrige besætning var Nikolaj Spinjov, Aleksej Svirin og Sergej Fedorovtsev. Han deltog desuden i samme disciplin ved OL 1996 i Atlanta, hvor russerne sluttede på 8. pladsen.

## OL-medaljer
- 2004:  Guld i dobbeltfirer